# Elisabeth Handschin

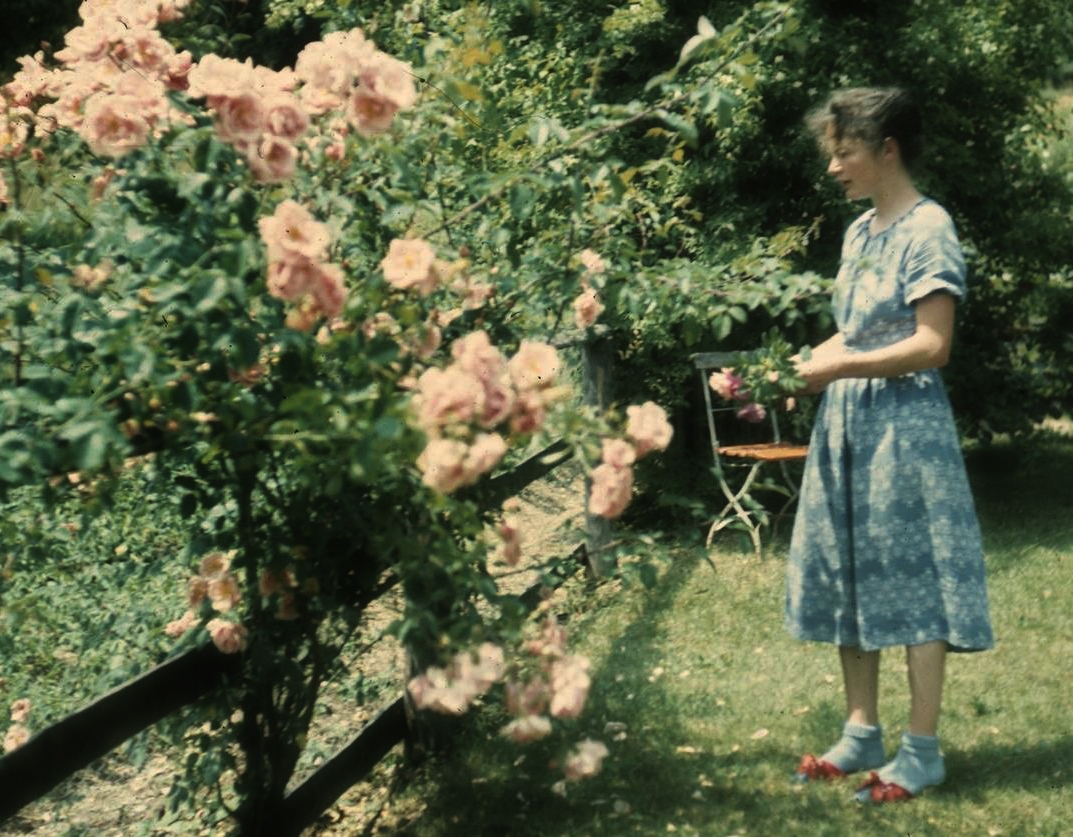
Elisabeth Handschin, fotografiert von Theodor Strübin

Elisabeth Handschin (* 30. Oktober 1920 in Arbon; † 8. Januar 1968 in Männedorf) war eine Schweizer Pädagogin, Leiterin des Heilpädagogischen Landheims «Farnsburg» in Ormalingen sowie Schriftstellerin.

## Leben
Elisabeth Handschin war das vierte Kind von Frieda und Adolf Handschin-Stricker. Ihr Vater war Prediger der Pilgermission St. Chrischona, was einen häufigen Wohnortswechsel für die Familie bedeutete. Die ersten vier Jahre lebte sie in Arbon und Schwellbrunn, die folgenden sieben Jahre in Liestal und vom 11. bis zum 17. Altersjahr in Thalwil.

1950, Heilpädagogisches Landheim Farnsburg

Nach der Schulzeit trat sie in das Lehrerseminar von Küsnacht ein. 1940 wurde sie in die Zürcherische Schulsynode (den Lehrerverband) aufgenommen. Nach der abgeschlossenen Ausbildung war sie als nicht fest angestellte Lehrerin an der Gesamtschule in Wasterkingen tätig.

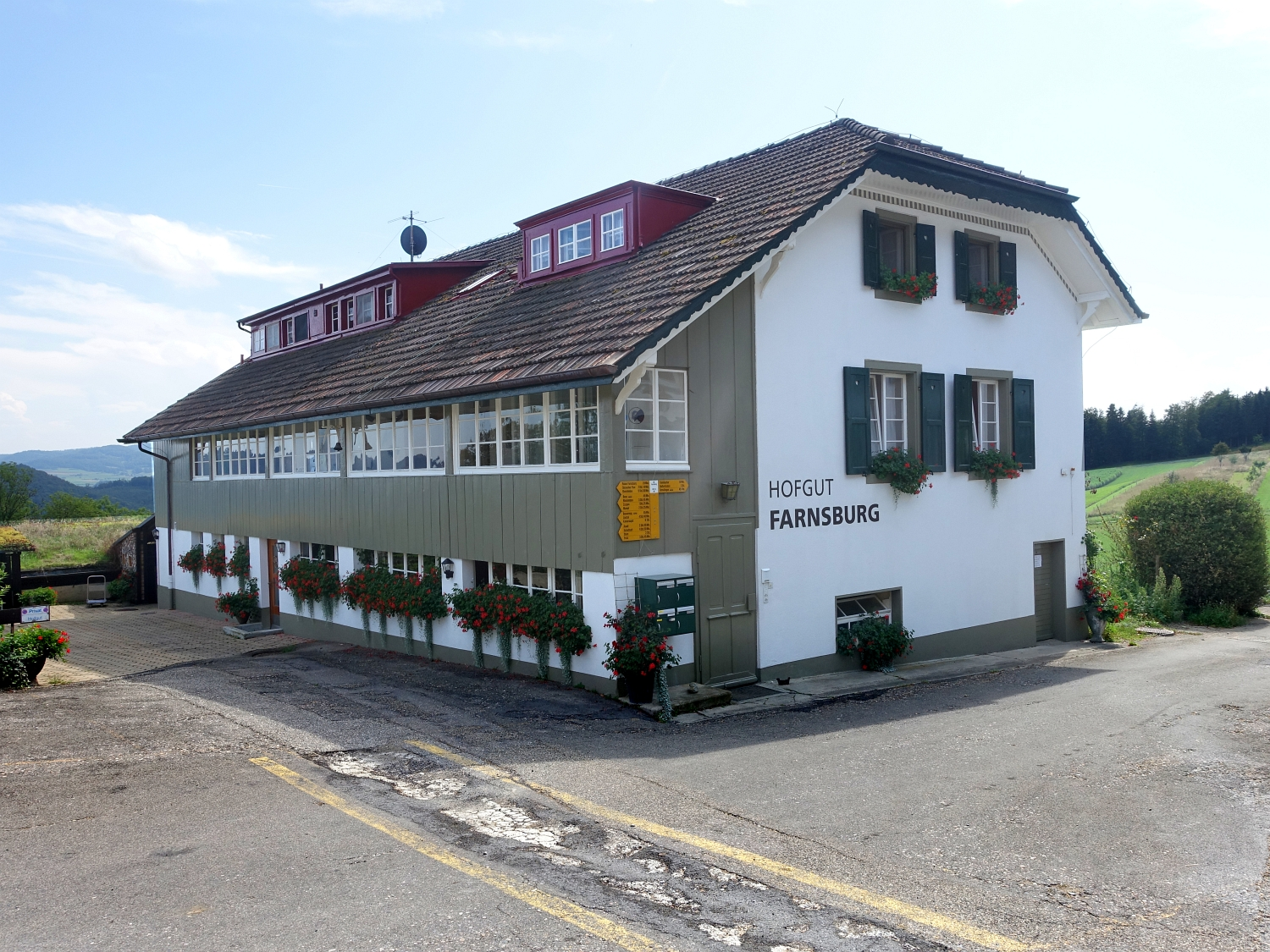
Ehemaliges Heilpädagogisches Landheim Farnsburg

Im Frühling 1943 wurde sie vom Schulfürsorgeamt des Kantons Basel-Stadt zur Lehrerin und Leiterin des 1927 eröffneten Erholungsheims für psychopathische Kinder «Farnsburg» in Ormalingen ernannt. Dort fand sie ihre Lebensaufgabe. 1961 machten ihr schwere Erschöpfungsdepressionen das weitere Arbeiten unmöglich. Trotz unterschiedlichen Klinikaufenthalten erholte sie sich von ihrer Krankheit nicht mehr. Kurz nach einem Besuch bei ihren Eltern in Sissach verstarb sie in der Privatklinik Hohenegg in Männedorf, wo auch die deutsch-schweizerische Juristin Anna Mackenroth ihre letzten Lebensjahre vor ihrem Tod verbracht hatte.
Handschin schrieb Gedichte, Theaterstücke und Weihnachtsspiele, die sie mit den Kindern der «Farnsburg» einstudierte und aufführte. Die Texte waren für Kinder gemacht; leicht verständlich, mit kurzen Dialogen und mit christlich geprägten Werten versehen. Ihre Werke wollte sie nur mit den ihr anvertrauten Kindern aufführen und nicht publizieren lassen, doch wurden zwei Weihnachtsspiele im Verlag Sauerländer in Aarau veröffentlicht. Beide Stücke sind über den teaterverlag elgg nach wie vor zu beziehen.
Viele der Werke sind verloren gegangen. Einige Handschriften und Drucke von Theaterstücken und Prosa sowie diverse Briefe werden im Nachlass von Theodor Strübin im Staatsarchiv Basel-Landschaft aufbewahrt, Fotos von ihr in der Sammlung von Archäologie und Museum Baselland. Ihre Berichte und Korrespondenz über Ferienkolonien des Heilpädagogischen Landheims «Farnsburg» befinden sich im Staatsarchiv Basel-Stadt.
Der Maler Markus Kaufmann beschreibt in seiner Autobiographie das Leben eines Kindes im Landheim Farnsburg und seine Begegnung mit Elisabeth Handschin.

## Werke
- Ein Christfestspiel. Jugendbornsammlung, Heft 81, 47 S., Sauerländer, Aarau 1949 (2. Auflage 1960).
- Elisabeth von Thüringen. Spiel für 32 Mitwirkende. Jugendbornsammlung, Heft 126, 56 S., Sauerländer, Aarau 1960.

## Belege
- Elisabeth Handschin, Lebenslauf. In: Basellandschaftliche Zeitung (= Baselbieter Köpfe, die Geschichte machten). 18. Januar 1985.